# Свен Гольдеманн
Све́н Го́льдеманн (нім. Sven Goldemann, нар. 22 червня 1969, Гамбург, Німеччина) — німецький керлінгіст, учасник зимових Олімпійських ігор (2014). Ведуча рука — права.

## Життєпис
Свен Гольдеманн народився у Гамбурзі. Займатися керлінгом почав у 1980 році, наслідуючи приклад свого батька. У 1996 році в складі команди Джона Яра брав участь у Чемпіонаті світу серед чоловіків, де німецькі спортсмени посіли 9-ту позицію. Після повернення Яра у великий спорт в 2010 році Гольдеманн знову став членом його четвірки. У доолімпійський період разом з партнерами Свен взяти участь у двох Чемпіонатах Європи (2011, 2013) та Чемпіонаті світу (2012), втім значних успіхів на цих турнірах команда Яра не досягла (окрім перемоги у підгрупи B в 2013 році). Зважаючи на невдалі виступи Німеччини на останніх світових першостях, країна автоматично не отримала ліцензію на зимову Олімпіаду, тож команда змушена була проходити олімпійський кваліфікаційний турнір, де здобула дивовижну і неочікувану перемогу.
У лютому 2014 року Свен у складі збірної Німеччини взяв участь у зимових Олімпійських іграх в Сочі, що стали для нього першими у кар'єрі. З 9 проведених на Іграх матчів німцям вдалося перемогти лише в одній, внаслідок чого вони посіли останнє десяте місце і до раунду плей-оф не потрапили.

## Виступи на Олімпійських іграх
| Змагання                     | Місто | Місце | % кидків |
| ---------------------------- | ----- | ----- | -------- |
| Зимові Олімпійські ігри 2014 | Сочі  | 10    | 81%      |